# Stelle (Nedersaksen)
Stelle is een plaats in de Duitse deelstaat Nedersaksen, gelegen in het Landkreis Harburg. De gemeente telt 11.408 inwoners.

## Geografie
Stelle heeft een oppervlakte van 38,5 km² en ligt ten zuidoosten van Hamburg, in het noorden van Duitsland. Ten dele ligt het in polder- en veenland langs de zuidoever van de Elbe, ten dele op hoger gelegen geestgronden.

## Indeling van de gemeente
De gemeente bestaat uit 6 of 7 dorpen met de status van Ortsteil, te weten:
- Achterdeich, een klein dorp direct over het spoor ten noordoosten van het dorp Stelle
- Ashausen (3.800 inwoners), 3 km ten zuidoosten van Stelle
  - Büllhorn, een klein, uit huizen in een bos bestaand, dorp op bijna 2 km ten westen van Ashausen
- Fliegenberg (1.050 inwoners), een langgerekt wegdorp 3 km ten noordoosten van Achterdeich, aan een weg, die achter de Elbedijk langs loopt
- Rosenweide, ten westen van Fliegenberg, aan de Elbe
- Stelle (hoofdplaats)
  - Fachenfelde, ten westen van Stelle, een plaatsje, dat grotendeels uit bedrijventerreinen bestaat
  - Kieselshöh, een gehucht 3 km ten zuiden van Stelle
- Wuhlenburg, aan de Elbe, ten westen van Rosenweide, dicht bij de monding van de Seeve in de Elbe en de daar aanwezige stormvloedkering Seevesperrwerk.

alsmede de boerderijen met eigen plaatsnaam Am Abendberge en Am Buchwedel. Buchwedel is de naam van een in de gemeente gelegen bos.

### Wapensvan enigeOrtsteile

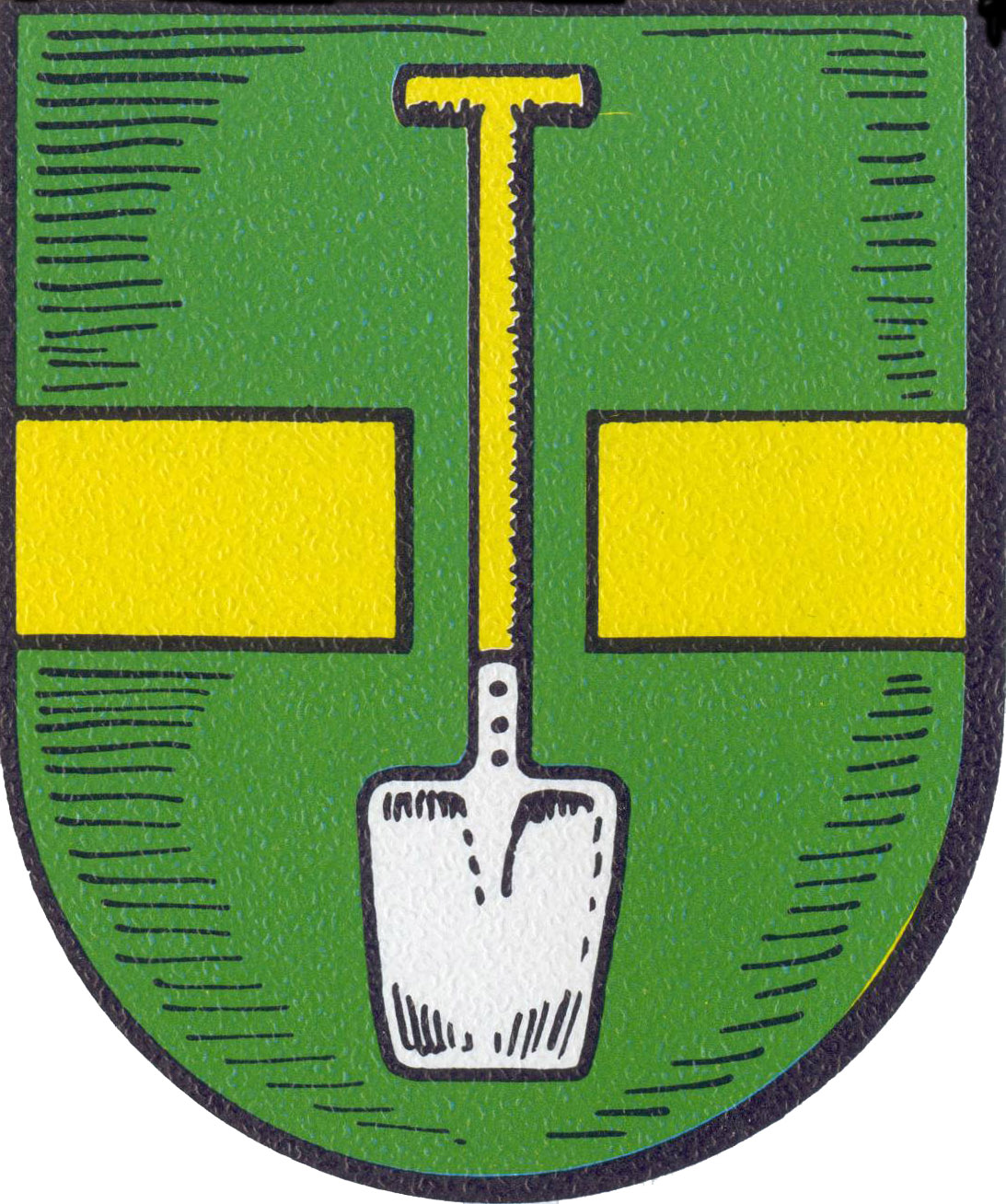
Achterdeich
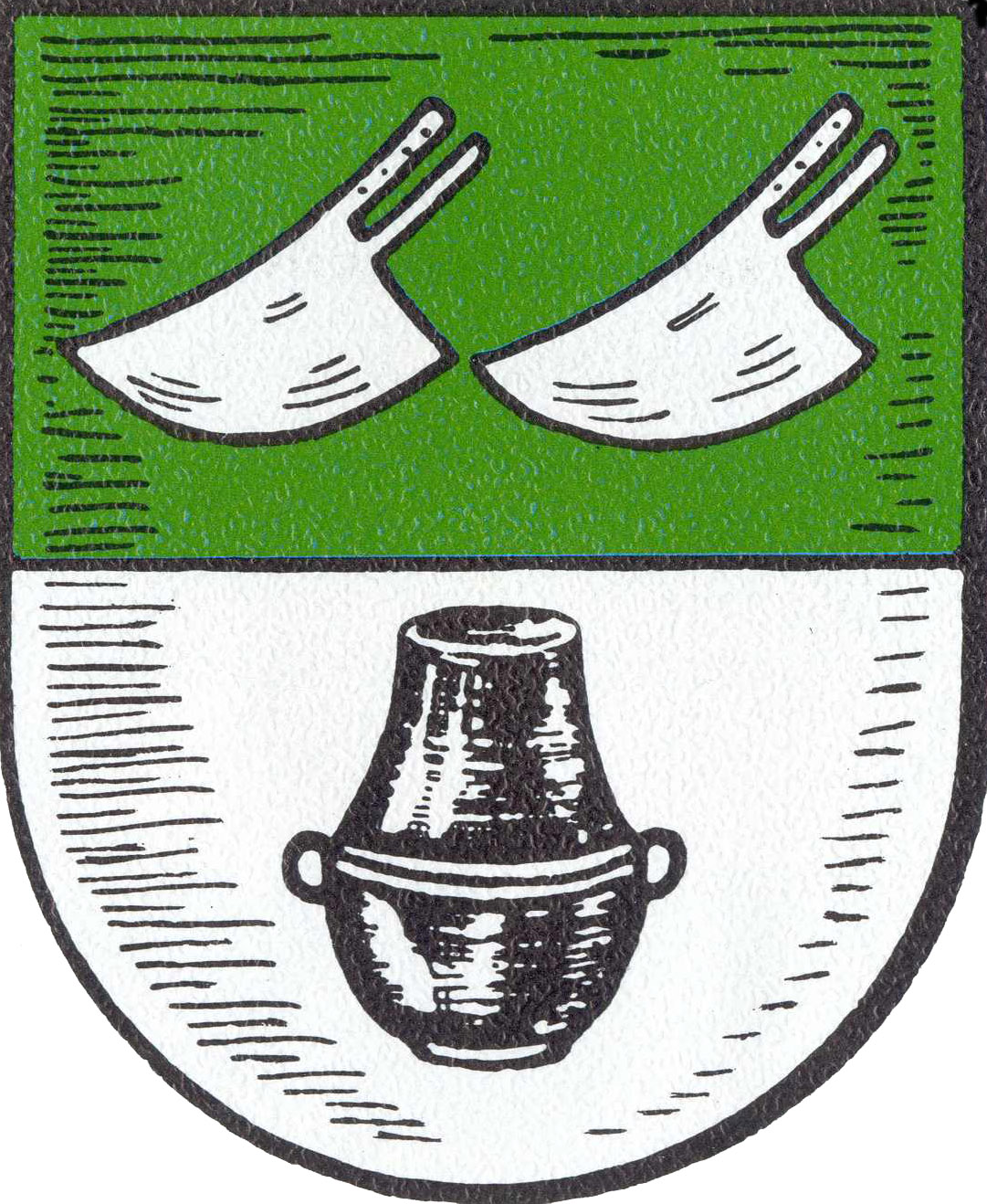
Ashausen
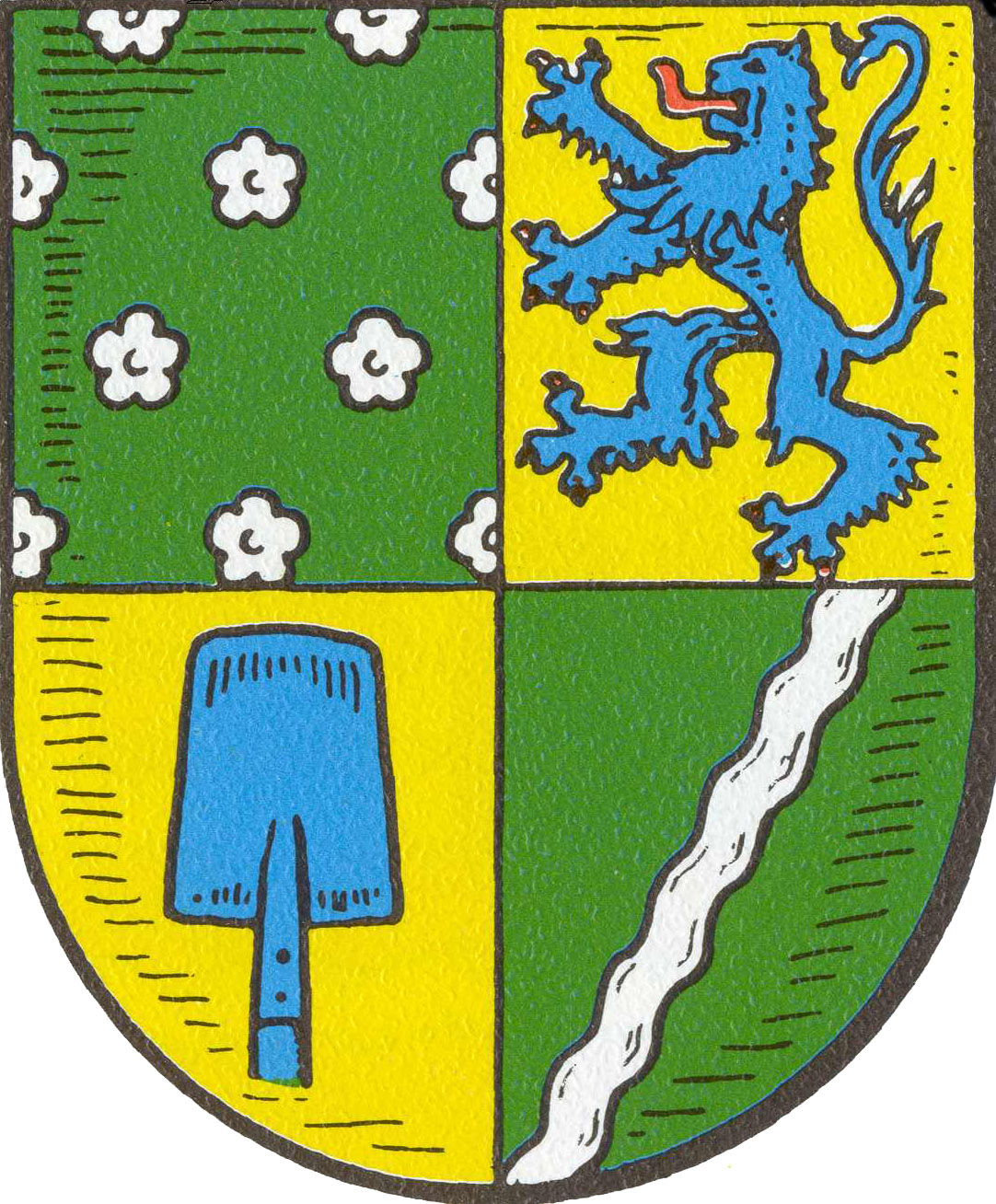
Fliegenberg
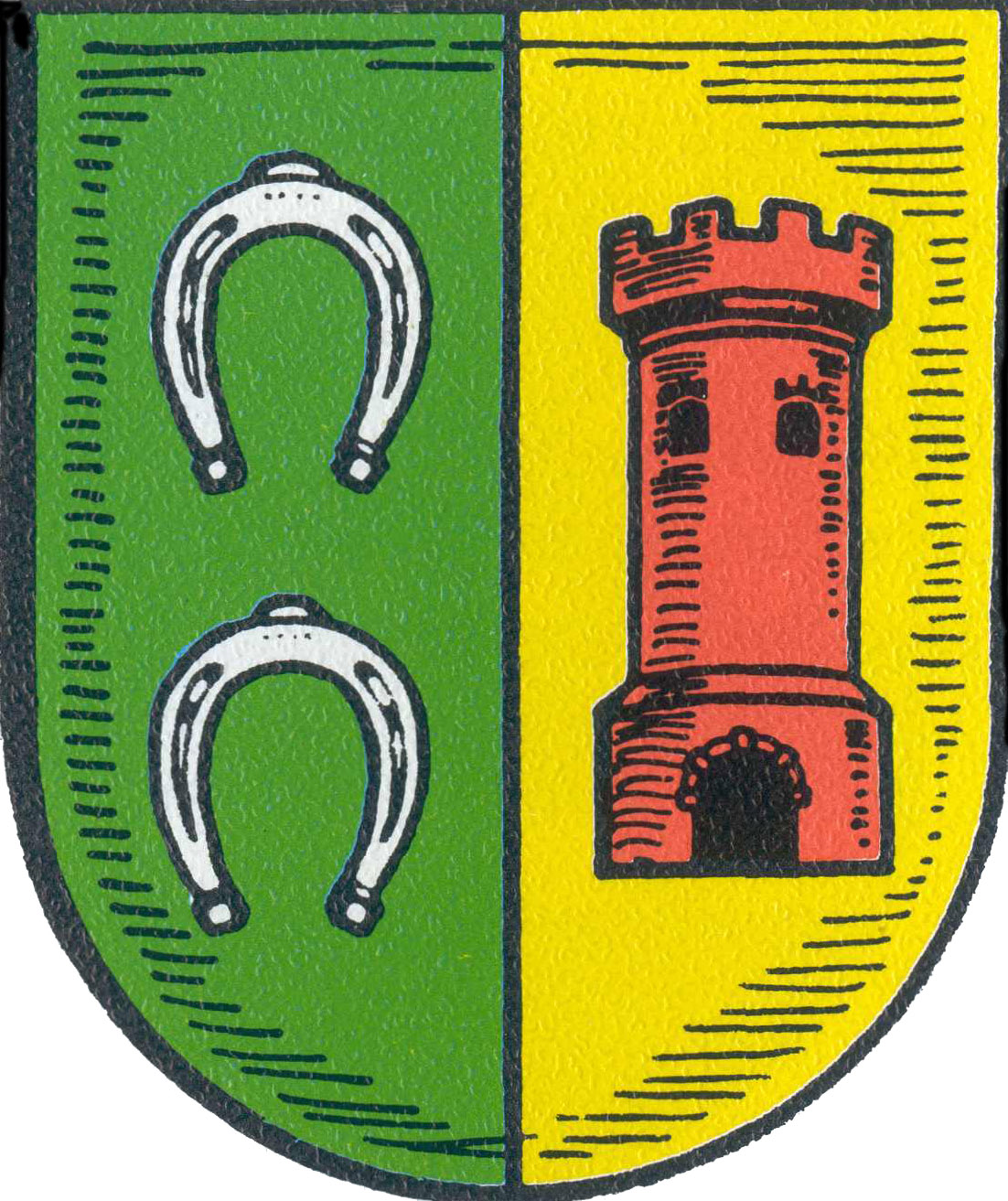
Rosenweide

## Naburige plaatsen
- In het zuiden: Ohlendorf en Holtorfsloh, gemeente Seevetal
- In het westen: Maschen, gemeente Seevetal, met het grote trein-rangeerstation Maschen Rangierbahnhof direct ten west-noordwesten van het dorp Stelle
- In het noordwesten: Over, gemeente Seevetal, aan de monding van de Seeve in de Elbe
- In het noorden, aan de andere kant van de Elbe: Hamburg-Kirchwerder
- In het oosten: Hoopte, Gehrden en Scharmbeck, dorpjes in de gemeente Winsen (Luhe)

Wat verder weg gelegen grotere steden zijn Hamburg (afstand tot het centrum ca. 27 km in noordwestelijke richting) en Lüneburg (afstand tot het centrum ca. 30 km in zuidoostelijke richting).

## Infrastructuur
Aan de spoorlijn Lehrte - Cuxhaven, op het traject waar stoptreinen Hamburg-Harburg - Lüneburg v.v. rijden, liggen binnen de gemeentegrenzen twee stopplaatsen, te weten Station Stelle en Station Ashausen.
Over de weg is de gemeente o.a. bereikbaar via de Autobahn A39: afrit 2 Seevetal-Maschen, direct ten westen van het industrieterrein te Fachenfelde; meer oostelijk is afrit 3 Winsen-West, één kilometer ten zuiden van Ashausen. Vanaf afrit 2 van de A39 kan men rechts afslaan en men bereikt dan, over een goede provinciale weg, na 5 km de dorpskern van Stelle.

## Economie
Op industrieterrein Fachenfelde-Uhlenhorst ten westen van Stelle zijn talrijke ondernemingen van lokaal midden- en kleinbedrijf gevestigd. Van grotere betekenis zijn hier gevestigde logistieke centra, onder andere van twee grote supermarktketens. Nog niet helemaal verdwenen is de land- en tuinbouw, o.a. verbouw van kropsla is van enig belang.
Verder is Stelle vooral een woonforensengemeente. Veel inwoners hebben een baan in Hamburg.

## Geschiedenis

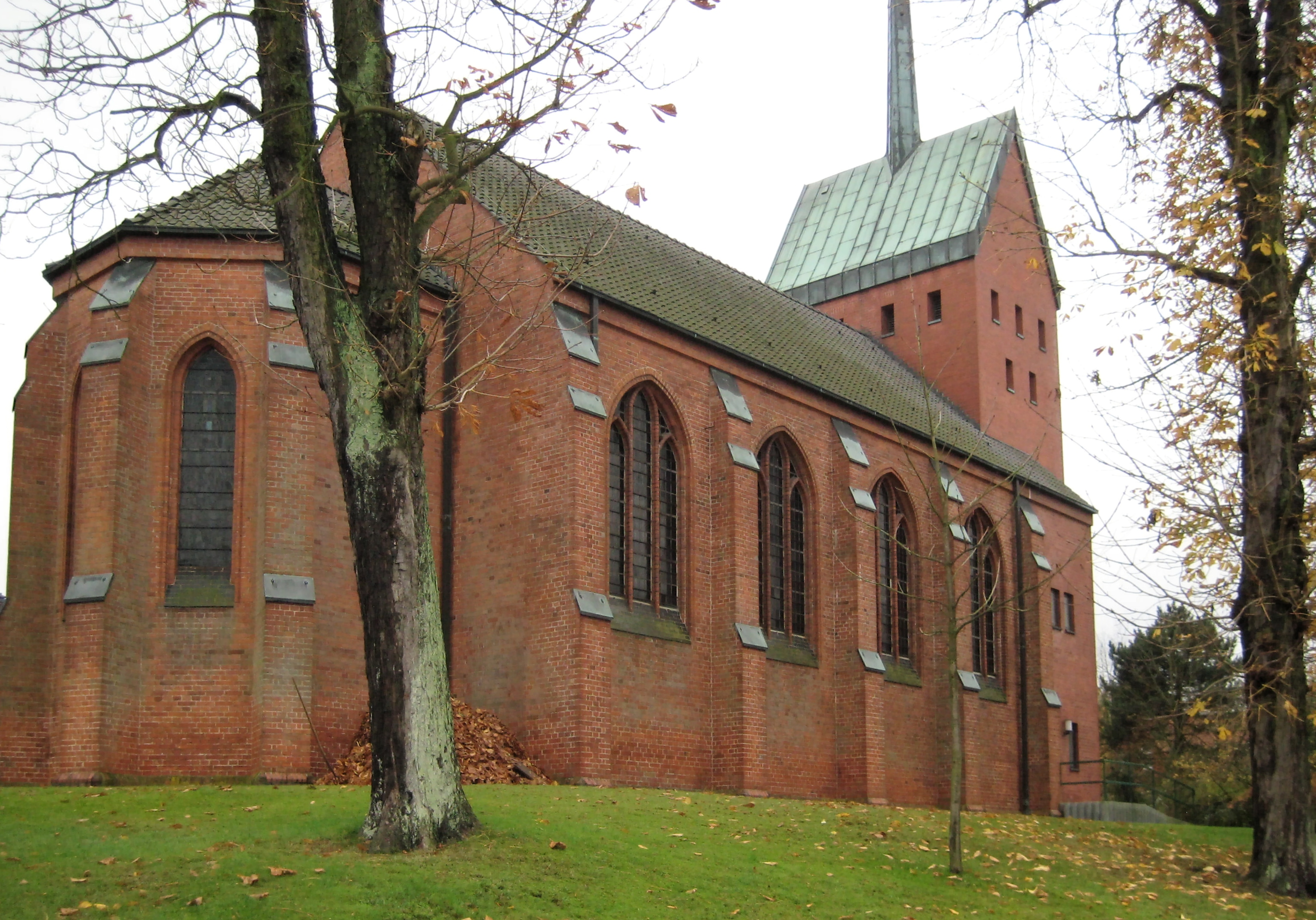
St.-Michaëlskerk, Stelle (1868)
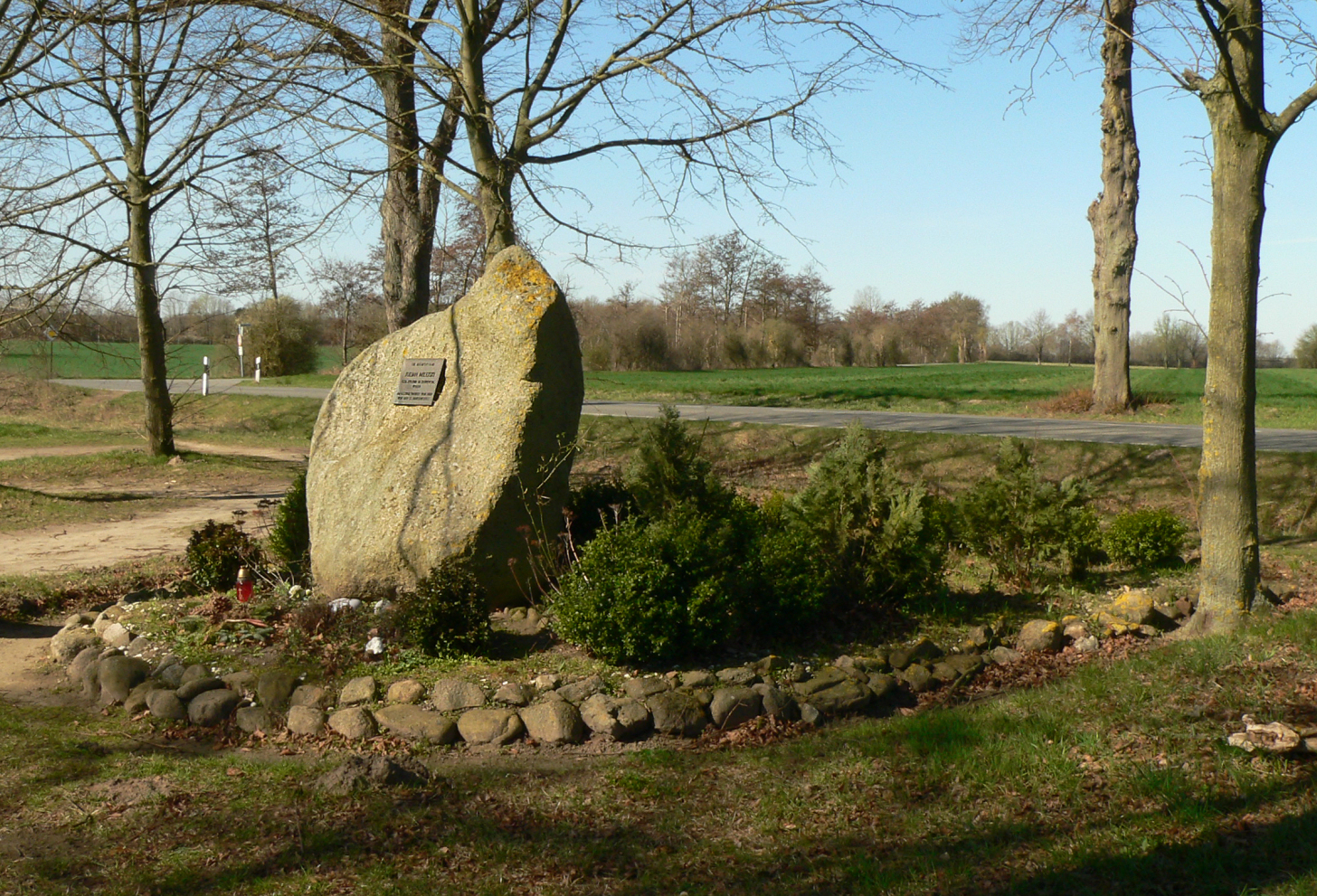
Gedenksteen Julian Milejski (2008)

In de prehistorie waren er mensen aanwezig bij Ashausen en in het westelijke gedeelte van de huidige gemeente, en wel in de Bronstijd (een grafheuvel, gedateerd omstreeks 1800 v.Chr.) en de IJzertijd (een urnenveld van tussen 600 en 300 v.Chr.). Over de grafheuvel is tot 2021 veel politieke discussie geweest; uiteindelijk is hij na grondig archeologisch onderzoek verwijderd. De locatie was nodig voor de bouw van een distributiecentrum van een grote supermarktketen.
Stelle werd voor het eerst vermeld in een document uit het jaar 1197, Fliegenberg in 1310 en Ashausen in 1294. De dorpen in de gemeente waren tot ver in de 19e eeuw weinig belangrijke boerendorpjes. Zo kreeg Stelle pas in 1868 een eigen, evangelisch-lutherse, kerk. Opvallend is, dat in deze streek, ook in Stelle, vanaf 1848 veel christenen zich bekeerden tot het baptisme.
Eén kilometer ten zuidwesten van het dorp Stelle, aan de weg naar Kieselshöh, staat een gedenksteen voor een Poolse dwangarbeider, Julian Milejski, die in mei 1942 op 20-jarige leeftijd was opgehangen door de nazi's. Hij was vanwege een seksuele relatie met een Duitse vrouw wegens rassenschande ter dood veroordeeld. Zijn lot is tussen 2003 en 2007 onderzocht, o.a. door een groep kinderen en tieners uit Hamburg-Harburg, die daarbij ondersteund werden door journalisten en de Poolse overheid. Onderzoeken naar het lot van individuele slachtoffers van het nazisme kwamen in die tijd nog niet veel voor. De jongelui werden voor hun onderzoekwerk nog onderscheiden. Zie onderstaande link naar een Duits Wikipedia-artikel over dit onderwerp.
Verder zijn nagenoeg geen historische gebeurtenissen van meer dan plaatselijk belang overgeleverd.

## Bezienswaardigheden
- Ten zuiden van Stelle en ten westen van Ashausen ligt een tamelijk uitgestrekt bosgebied, Buchwedel, waar het goed wandelen is. Er is o.a. een educatieve wandelroute uitgezet.
- Jaarlijks vindt in de maand juni te Ashausen een grote vlooienmarkt plaats, die bezoekers aantrekt tot uit de verre omtrek.

## Partnergemeentes
- Plouzané, Bretagne, Frankrijk (sedert 1991)
- Glenfield, Leicestershire, Engeland (sedert 1997).
- Bording, Denemarken (geen officiële jumelage)
- Notodden, Noorwegen (geen officiële jumelage)